# 深浦站

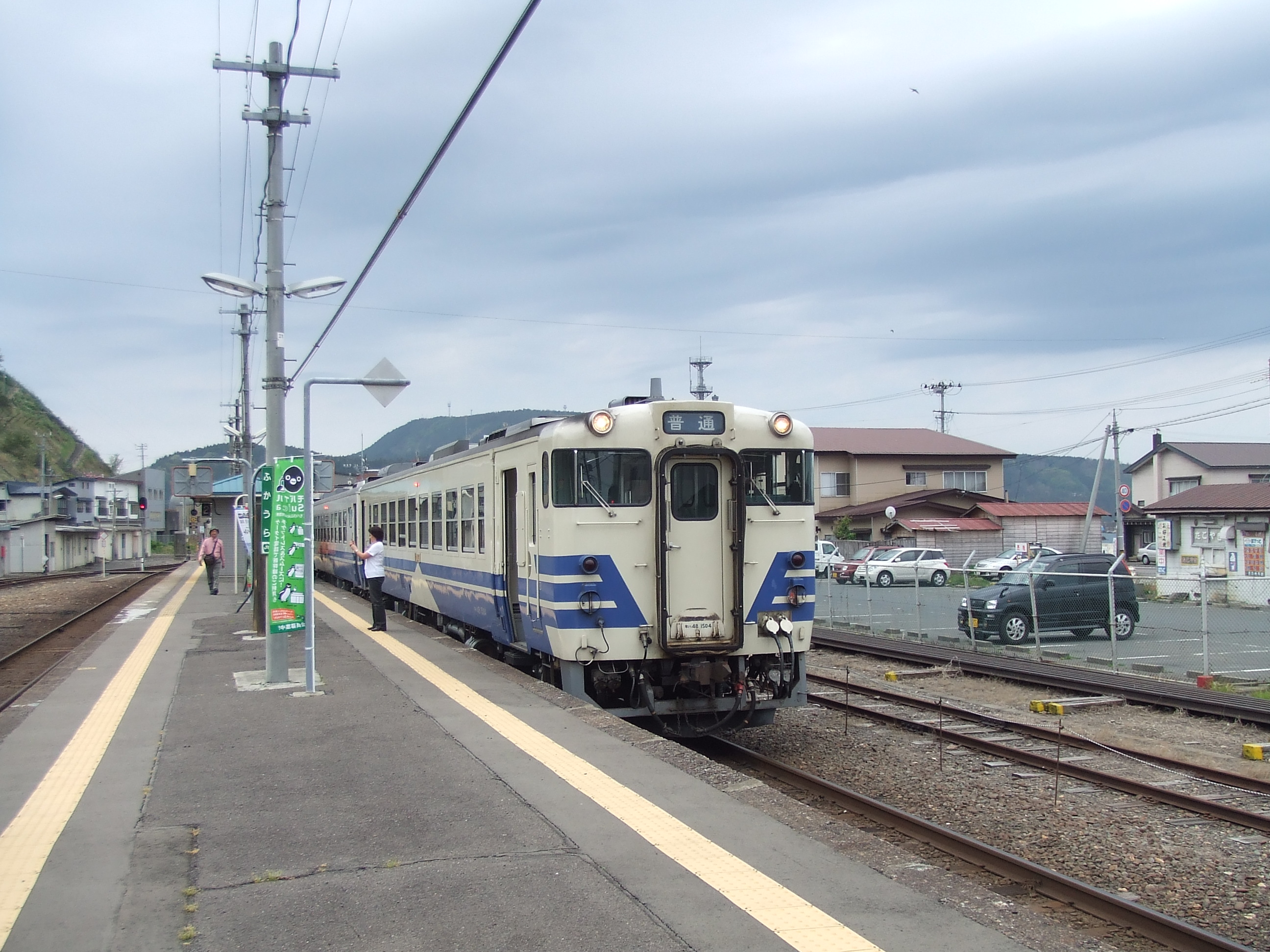
站内（2008年5月）

深浦站（日语：／ Fukaura eki */?）位于青森县西津轻郡深浦町大字深浦字苗代泽，是东日本旅客铁道（JR東日本）管辖的五能线上的鐵路車站。
五能线内重要车站 。普通列车运转系统在本站分界。临时快速"Resort白神"全部列车停车站。2014年3月14日成为快速列车深浦号的始发站。

## 历史

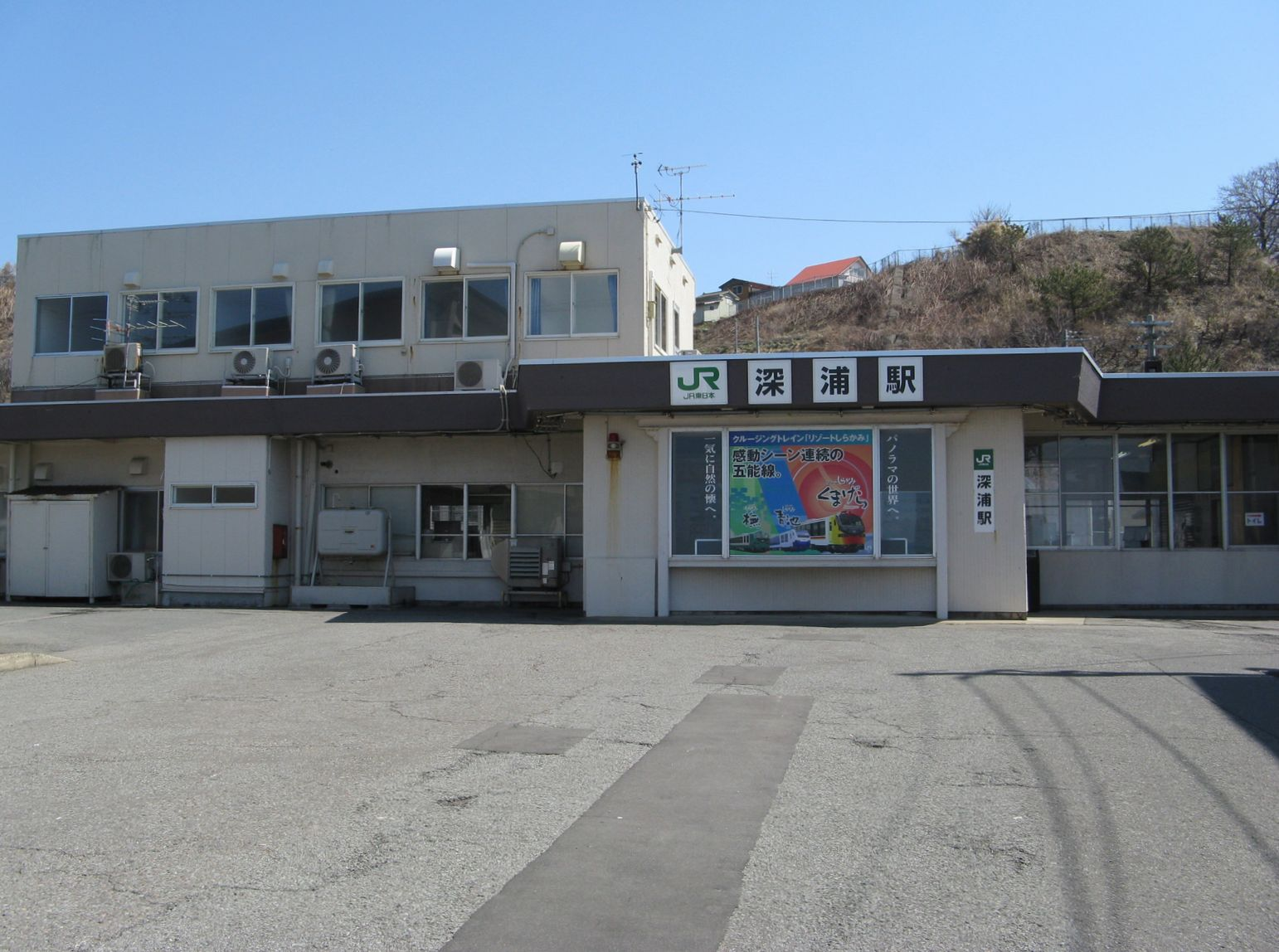
改造前站房（2008年4月）

- 1934年12月13日 - 车站投入运营。
- 1963年4月1日 - 早晨车站附近失火导致站舍被波及[2]。
- 1964年3月 - 站房重建完成[2]。
- 1980年9月20日 - 停止办理货运业务，成为客站[3]。
- 1984年2月1日 - 停止办理行李托运业务[3]。
- 1987年4月1日 - 国铁分割民营化后成为JR东日本车站。
- 2010年4月1日 - 大間越站 - 風合濑站间车站移交五所川原站管理。

## 车站结构
岛式站台1台2线的地上车站。
直营站，清早与夜间无人值守。2010年3月31日大间越站 - 风合濑站间车站转属五所川原站管理，本站不再管理其他车站。
配备有绿色窗口（营业时间：7时30分 - 18时20分）和自动售票机。站内残存转车台自2005年被沙尘覆盖，无法使用。

### 站台配置
| 站台 | 路線    | 方向 | 目的地           | 备注 |
| ---- | ------- | ---- | ---------------- | ---- |
| 1    | ■五能线 | 下行 | 千疊敷、鰺澤方向 |      |
| 2    | ■五能线 | 上行 | 能代、東能代方向 |      |

本站留有一组车过夜，做為翌日清晨發車用。

## 使用情况
| 乘车人数变化 | 乘车人数变化 |
| 年度         | 1日平均人数  |
| ------------ | ------------ |
| 2000         | 150          |
| 2001         | 157          |
| 2002         | 146          |
| 2003         | 167          |
| 2004         | 149          |
| 2005         | 151          |
| 2006         | 164          |
| 2007         | 174          |
| 2008         | 174          |
| 2009         | 203          |
| 2010         | 197          |
| 2011         | 87           |
| 2012         | 96           |
| 2013         | 94           |
| 2014         | 85           |
| 2015         | 67           |
| 2016         | 66           |
| 2017         | 69           |

## 相邻车站
東日本旅客铁道
■五能线
- 临时快速“Resort白神”停車站

□快速
WeSPa椿山 ← 深浦 ← 千叠敷
■普通
横矶－深浦－广户